# スズキ・エンジン一覧
スズキのエンジン一覧とは、スズキによって製造される自動車用エンジンの一覧である。

## 概要
スズキの自動車エンジン製造の特異な点は、OHV形式のエンジンを一度も製造していない事と、最も長期間2ストローク機関の製造を続けた点である。スズキの最初の4ストローク機関はSOHCのF8Aで、1972年に登場した。その後も他メーカーと比較してかなりの猶予期間を持って自動車向け2ストローク機関の製造を続けた最後の日系メーカーとなった。
小排気量エンジンに強みを持つ一方で、大排気量ガソリンエンジンやディーゼルエンジンは他社からのOEM供給やライセンス生産に頼る面があるが、近年では他社との提携解消などの影響により、自社開発による物も増えてきている。

## 直列2気筒
スズキは自動車事業の黎明期に多数の直列2気筒を製作したが、現在ではこの方式は手がけていない。

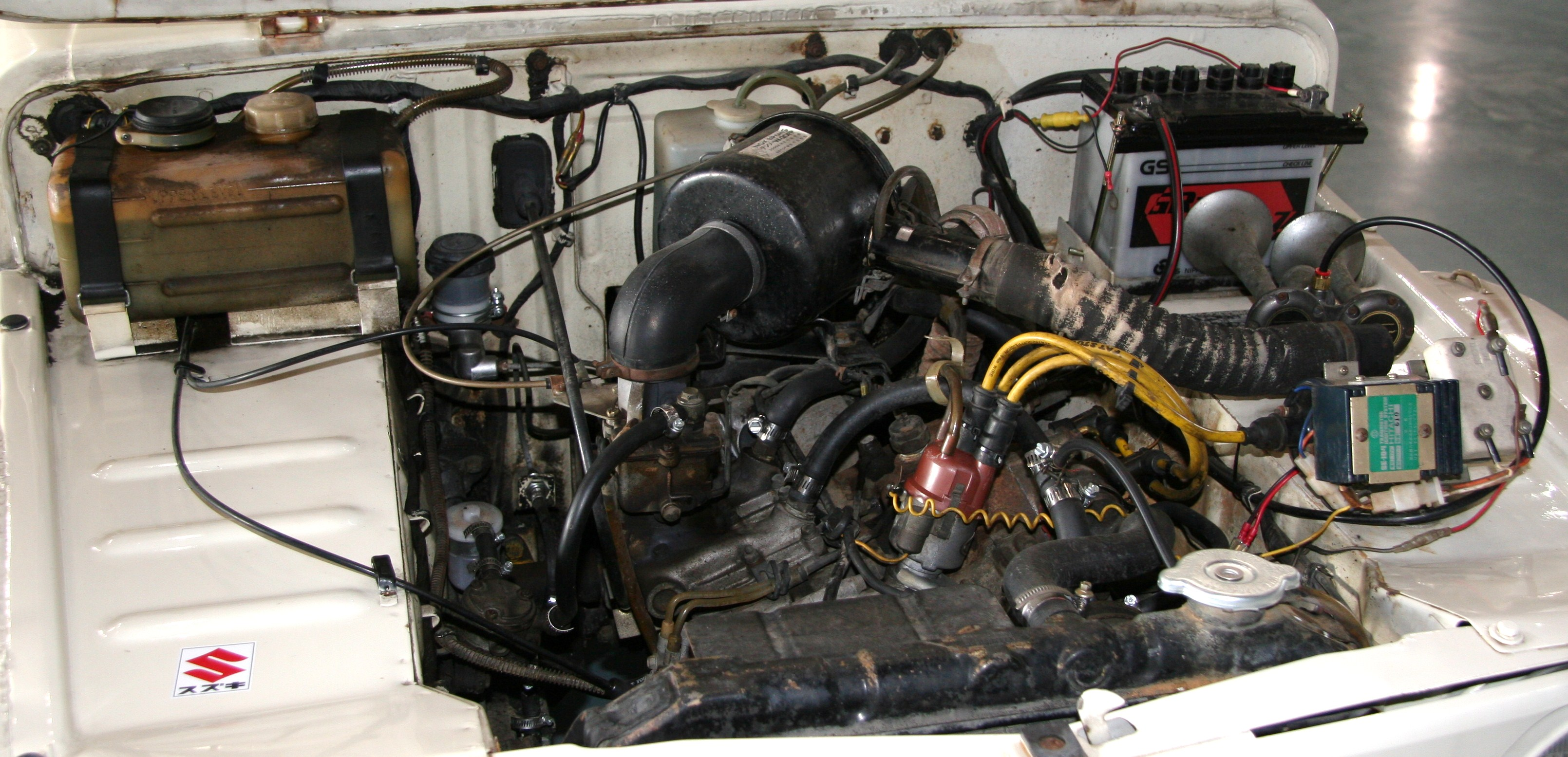
LJ20型ジムニーのL502気筒エンジン

スズライト・SF系 — 360 cc (22.0 cu in) 空冷2ストローク、59.0 x 66.0 mm ボア・ストローク (ロイト・LP400用エンジンのボアダウン・コピーである)
- 1955–1959 スズライト SF型
- 1959–1963 スズライト 360TL / バン360 (TL型)
- 1962–1963 スズライト・フロンテ TLA型

FB系 — 359 cc (21.9 cu in) 2ストローク、61.0 x 61.5 mm ボア・ストローク。1972年のエンジンは変速機を除いた重量が50 kg (110 lb)であった。リードバルブは、L40型キャリイより導入された。
- スズキ・FB型エンジン — 空冷
  - 1961–1972 スズライトキャリイ/キャリイ FB型/L20型/L30型/L40型
  - 1970–1972 ジムニー LJ10型
- スズキ・FE型/FE2型エンジン — 空冷、FF車向け
  - 1963–1969 スズライトバン 360
  - 1963–1969 スズライト・フロンテ FE型/FEA型/FEB型
- スズキ・L50型エンジン — 水冷
  - 1972–1976 キャリイ L50型
  - 1972.03–1973.04 フロンテバン LS20型
  - 1973.04–1976.07 フロンテハッチ LS30型
  - 1972–1976 ジムニー LJ20型
- スズキ・L60型エンジン — 水冷 446 cc (27.2 cu in) 2ストローク、68.0 x 61.5 mm ボア・ストローク
  - 1974–1976 キャリイ L60型 (輸出のみ)

FC型 (プロトタイプ) — 360 cc (22.0 cu in) 2ストローク、64.0 x 56.0 mm ボア・ストローク
この試作品は25 馬力を6,000 rpmで発揮し、1961年のFC型と呼ばれるリアエンジンの試作車に搭載された。これは後のLC10型フロンテ開発計画の一部でもあった。
スズキは1977年と1978年に、トヨタ自動車の子会社であるダイハツ工業が開発した547 cc 直列2気筒のAB型 OHCエンジンをSS11型フロンテに一時的に採用した事があった。これは1976年の軽自動車規格改定に自社製550cc4ストロークエンジンが間に合わなかった為、自社での4ストローク機関の開発を進める間の経過措置としてのものである。

## 直列3気筒
直列3気筒は、理論上直列6気筒に匹敵するエンジンの振動低減が図れるとされた2ストローク時代からスズキが得意とする形式で、1978年にはダイハツ・CB型エンジンに続いて4ストロークの投入も行われ、現在に至っている。なお、スズキの4ストローク3気筒はバランサーシャフトを持たず、低フリクション化、低コスト化、軽量化が成されている事が技術的特徴である。

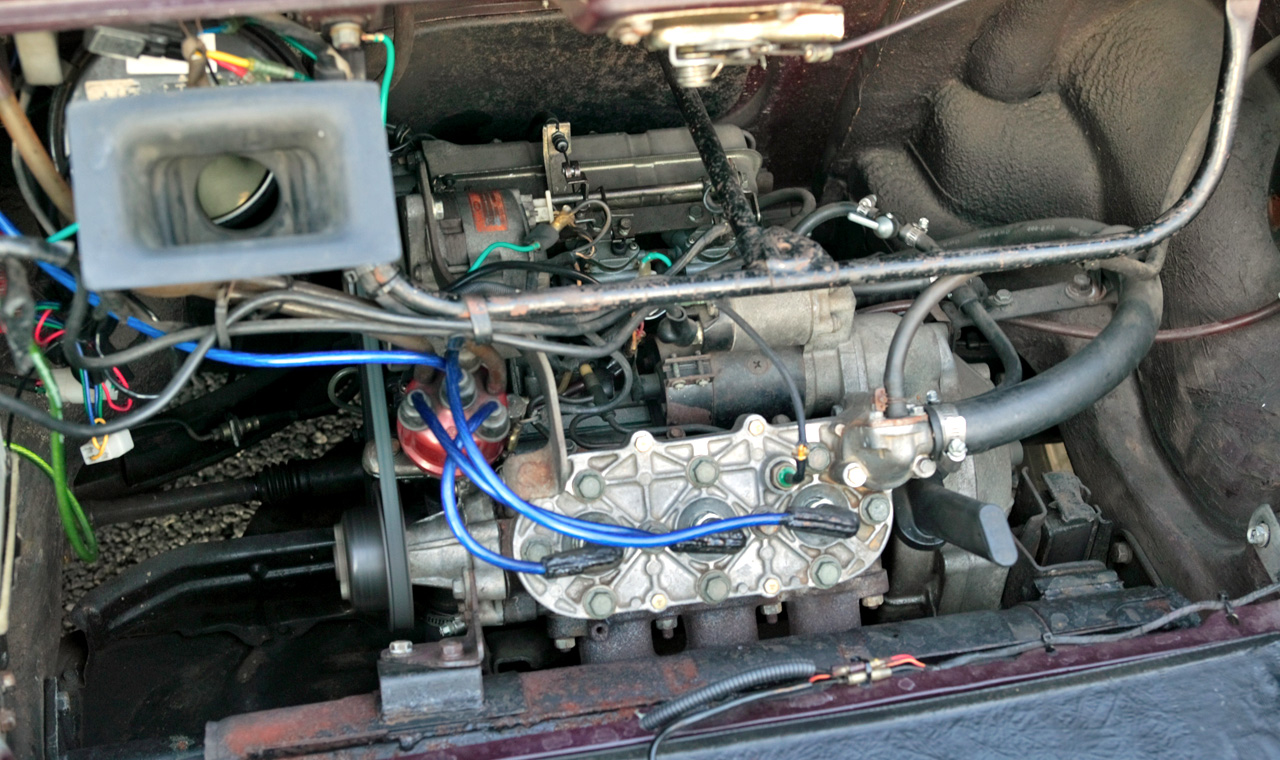
フロンテクーペのLC10W3気筒エンジン

- スズキ・LC10型エンジン(英語版) — 2ストローク
  - LC10型 — 356 cc (21.7 cu in) 空冷 (52.0 x 56.0mm)
    - 1967.04–1970.11 フロンテ360
    - 1970.11–1973.07 フロンテ LC10 II型 ("スティングレイ"・ルック)
    - 1969.01–1972.03 フロンテバン/エステート/カスタム LS10型/11型、25 PS (18 kW)
    - 1970.08–1971 フロンテハイカスタム LS11型、30 PS (22 kW)

  - LC10W型/LC20型 — 356 cc (21.7 cu in) 水冷
    - 1971.05–1973.07 フロンテ LC10W型
    - 1971.09–1976 フロンテクーペ
    - 1973–1976.05 フロンテ LC20型

  - LC50型 — 475 cc (29.0 cu in) 空冷 (60.0 x 56.0mm)
    - 1969.01–1970 フロンテ500
    - 1970–1973.07 フロンテ500/LC50型 ("スティングレイ"・ルック)

  - スズキ・T4A型エンジン(英語版) — 443 cc (27.0 cu in) 2ストローク (58.0 x 56.0mm)。T4A型はLC10W型のボア拡大版である。
    - 1976.05–1978.09 フロンテ 7-S SS10型/SS12型
- スズキ・T5型/LJ50型エンジン — 539 cc (32.9 cu in) 2ストローク (61.0 x 61.5mm)。T5A型エンジンはRR車で利用され、T5B型はFF車用であった。キャリイとジムニーで用いられたデチューン版はLJ50型と呼ばれた。T5型は新開発されたエンジンではなく、単にFB型/L50型2気筒に1気筒を追加したもので、その起源は1961年に遡る物である。
  - 1976.07–1979.05 フロンテハッチ55 SH10型 (LJ50)
  - 1977–1979 フロンテ 7-S (T5A)
  - 1979–1981 フロンテ/アルト/ハッチ(オーストラリア輸出仕様) SS30S/V型 (T5B)
  - 1977–1982 セルボ SS20型 (T5A)
  - 1976–1986 キャリイ ST10/11/20/30型、DA81T型 (LJ50)
  - 1975.09–1981 ジムニー55 SJ10型 (LJ50)
  - 1981.05–1987.11 ジムニー550 SJ30型 (LJ50)
- スズキ・F型エンジン — 0.5–0.8 L; F5A型は、4気筒のF8A型を3気筒としたものである。
  - F5A型 — 543 cc (33.1 cu in) (62.0 x 60.0mm)
    - 1980–1984 アルト/フロンテ SS40S/V型
    - 1984.09–1988.09 アルト CA/CC71型、CA/CC72型
    - 1987.02–1988.09 アルトワークス CA/CC72V型
    - 1980.09–1989.10 キャリイ/エブリイ ST40/41型、DA/DB71型
    - 1982–1988 セルボ SS40C型
    - 1984.09–1988.09 フロンテ CB71型、CB/CD72型
    - 1986.01–1990.03 ジムニー JA71型
    - 1983–1988 マイティボーイ SS40T型

  - F5B型 — 547 cc (33.4 cu in) (65.0 x 55.0mm) F5Aのショートストローク版
    - 1988.02–1990.05 セルボ CG/CH72V型
    - 1988.10–1990.03 アルト/ワークス CL/CM/CN/CP11型
    - 1988.10–1989.04 フロンテ CN/CP11型
    - 1989.05–1990.03 キャリイ/エブリイ DA/DB41型 (バッジエンジニアリング車のオートザム・スクラム DG/DH41型も含む)
    - 1989.10–1990.02 オートザム・キャロル AA5PA/RA型HA12S型アルトのF6A型エンジン

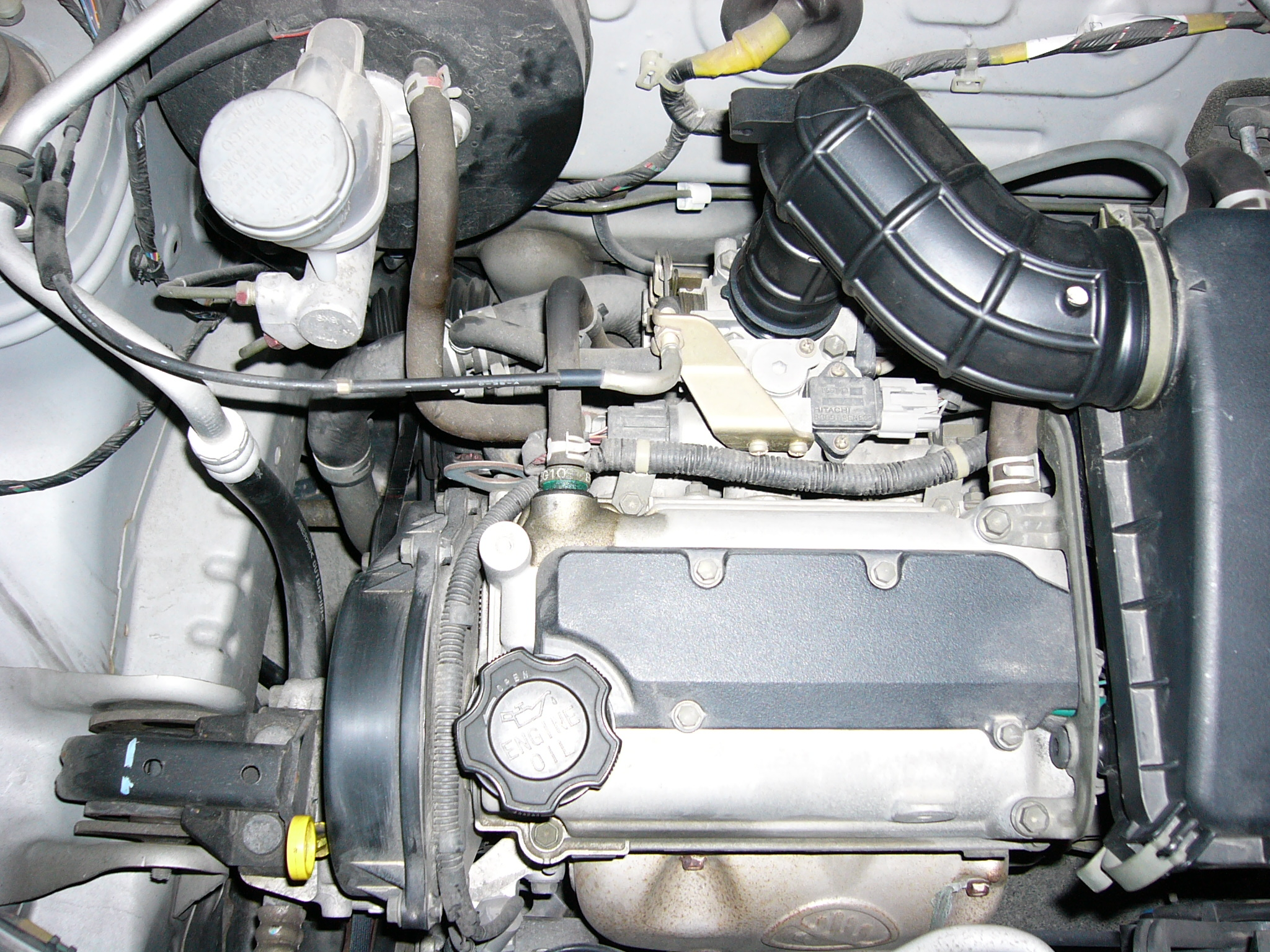
HA12S型アルトのF6A型エンジン

  - F6A型 — 657 cc (40.1 cu in)  (65.0 x 66.0mm)
    - 1990.03–1994.11 アルト/アルトハッスル/ワークス CL/CM/CN/CP21型、CL/CM/CR/CS22型
    - 1994.11–1998.10 アルト HA/HB/HC/HD11型
    - 1990.03–1995.09 オートザム・キャロル AA6PA/RA型
    - 1995.10–1998.09 オートザム・キャロル AC6P/R型
    - 1998.10–2000.12 アルト HA12型 / マツダ・キャロル HB12S型
    - 1991.11–1995.04 スズキ・カプチーノ EA11R型
    - 1992.10–1995.09 オートザム・AZ-1 PG6SA型
    - 1993.01–1995.12 スズキ・キャラ PG6SS型
    - 1990.03–2001.09 キャリイ DA/DB51T型(90-91)、DC/DD51T型(91-99)、DA/DB52T型(99-01)
    - 1990.07–1998.10 セルボモード CN/CP21S型、CN/CP22S型
    - 1990.03–2001.09 エブリイ DA/DB51型(90-91)、DE/DF51型(91-99)、DA/DB52型(99-01)
    - 1995–1998 ジムニー JA12型
    - 1993–1999 スズキ・ワゴンR CT/CV21S型(93-98)、MC11/12S型(98-99)

  - F8B型 — 796 cc (48.6 cu in) (68.5 x 72.0mm)
    - 1981.07–1984 アルト SS80型
    - 1984–1994 アルト SB308/SC7080 (長安鈴木汽車版。 江北・アルト JJ7080、江南・アルト JNJ7080、西安・アルト QCJ7080としても販売)
    - 1991–1995 大宇・ティコ/フィノ (安馳・MC6320としても販売)
    - 1984–2000 マルチ・800
    - 1984–現在 マルチ・オムニ
    - 1989–現在 メヘラン・800
    - 1983–2009 スズキ・ボラン ST308 (キャリイのパキスタン仕様)

  - F8C型 — 796 cc (48.6 cu in) (68.5 x 72.0mm);F8Bの圧縮比を高め、EPI導入などの改良を施したもの
    - 1995–2001 大宇・ティコ/フィノ

  - F8D型 — 796 cc (48.6 cu in) SOHC 12バルブ (68.5 x 72.0mm); F8Cをマルチバルブ化
    - 2000–現在 マルチ・800, マルチ・アルト

- スズキ・C型エンジン — 2ストローク
  - C10型 785 cc (47.9 cu in) (70.0 x 68.0 mm)
    - 1965.12–1969.10 フロンテ800

  - C20型 1,100 cc (67.1 cu in) – スズキ・フロンテ1100用に試作された80馬力のエンジン
- スズキ・G型エンジン(英語版) — 993 cc (60.6 cu in) (74.0 x 77.0mm)

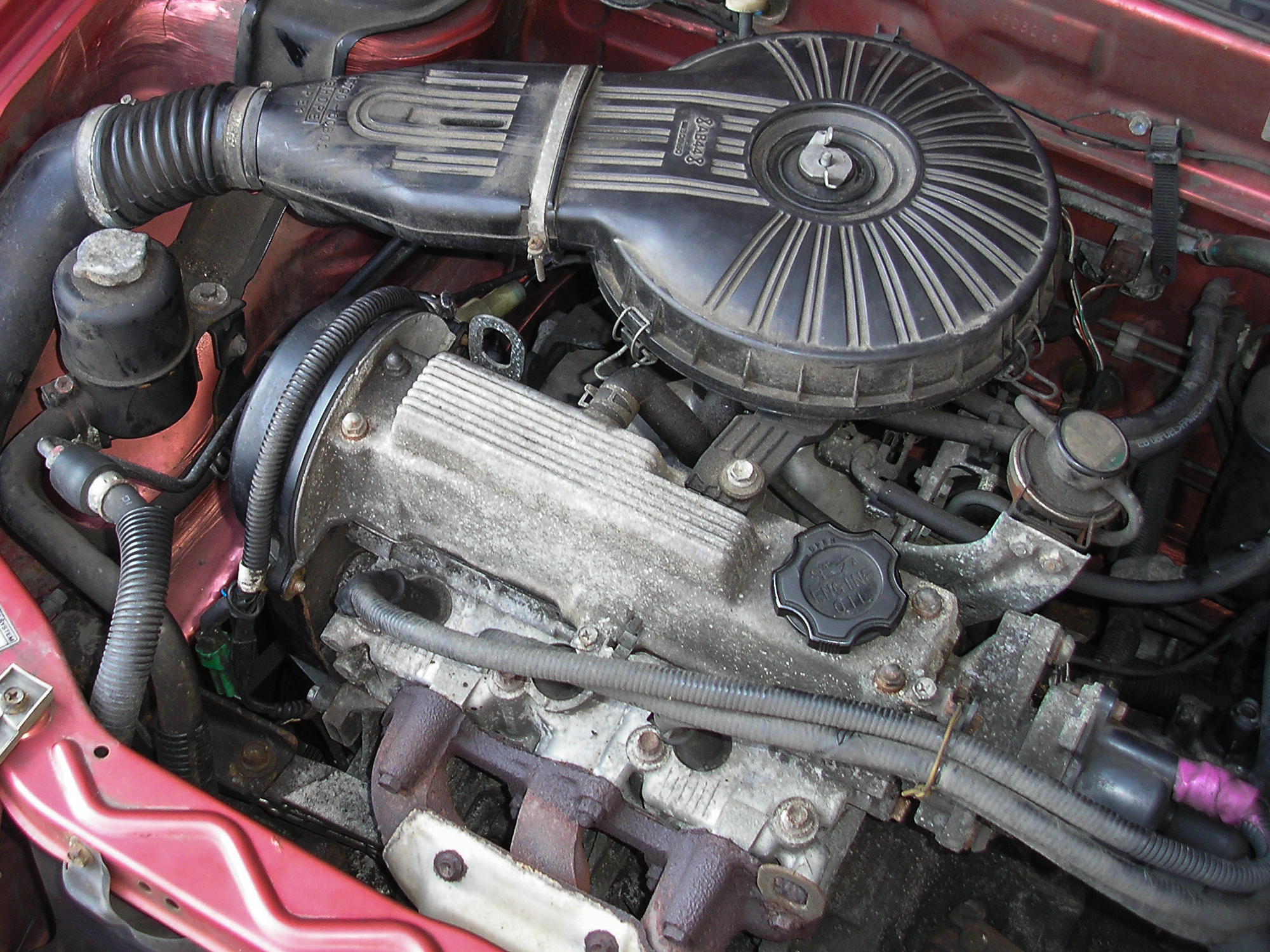
SF310型スイフト(AA44S型カルタス)のG10型エンジン

- - G10型
  - G10T型 — ターボチャージャー仕様
    - 1984–1995スズキ・カルタス / Forsa / スイフト AA41S型(84-89)、AA44S型(89-95)/ カイバル /  シボレー・スプリント / ポンティアック・ファイアフライ / ホールデン・バリーナ / ジオ・メトロ / いすゞ・ジェミネット AA43Z型JB23型ジムニーのK6A型ターボエンジン
- スズキ・K型エンジン — 0.7–1,0 L

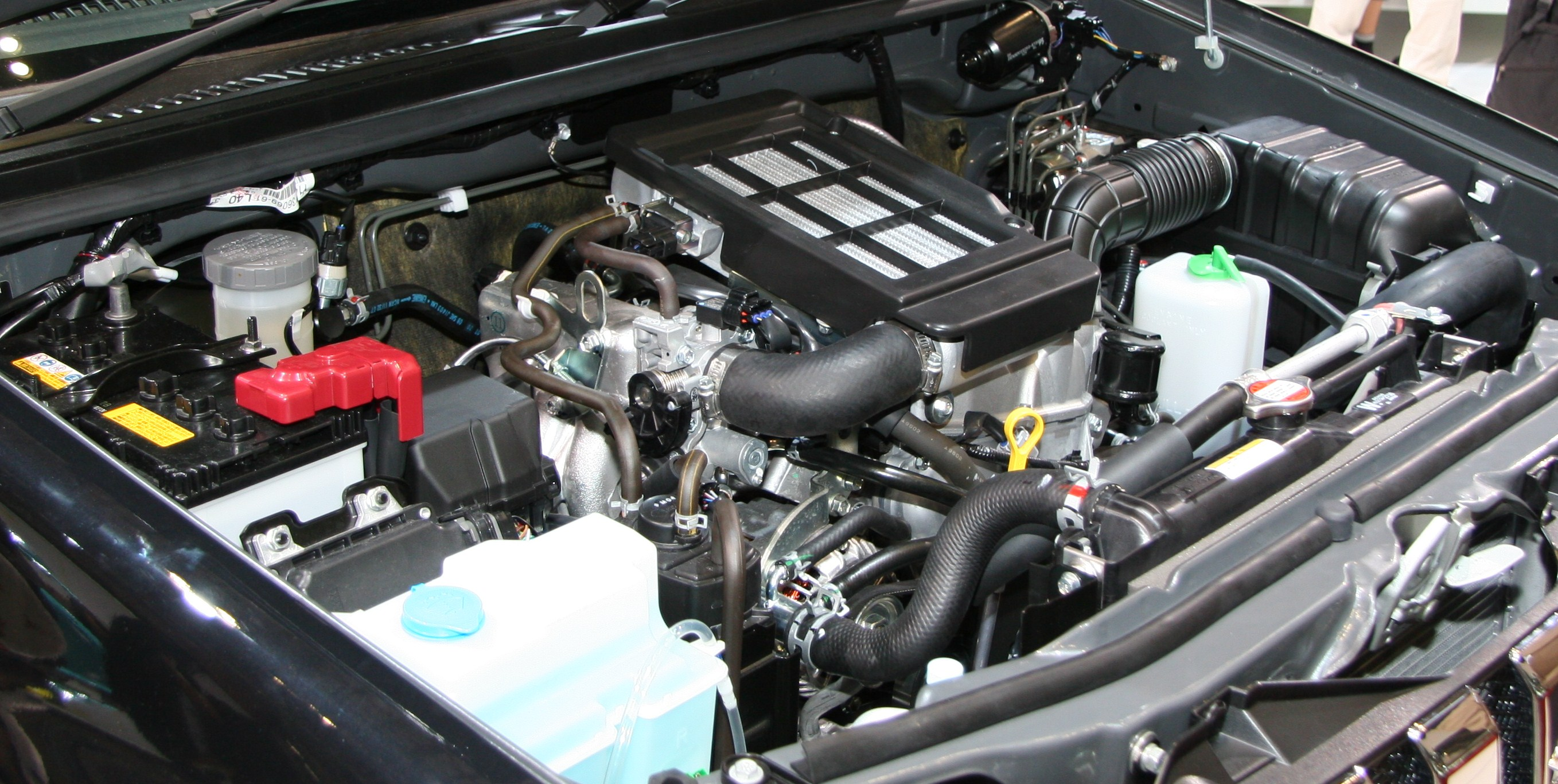
JB23型ジムニーのK6A型ターボエンジン

  - K6A型 — 658 cc (40.2 cu in) (68.0 x 60.4mm)
    - 1994.11–1998.10 アルト / アルトワークス HA21/HB21型
    - 1998.10–2005.01 アルト HA22/23型 / マツダ・キャロル
    - 2004.09–2009.12 アルト HA24型
    - 2009.12–現在 アルト HA25型
    - 1995.05–1998.10 カプチーノ EA21R型
    - 1995–1998 ジムニー JA22型
    - 1998–2018 ジムニー JB23型
    - 1997–2012 スズキ・ワゴンR CT/CV51S型(97-98)、MC21/22S型(99-03)、MH21S/22S型(03-08)、MH23S型(08-12)2010年式スズキ・アルト(輸出仕様)のK10B型エンジン

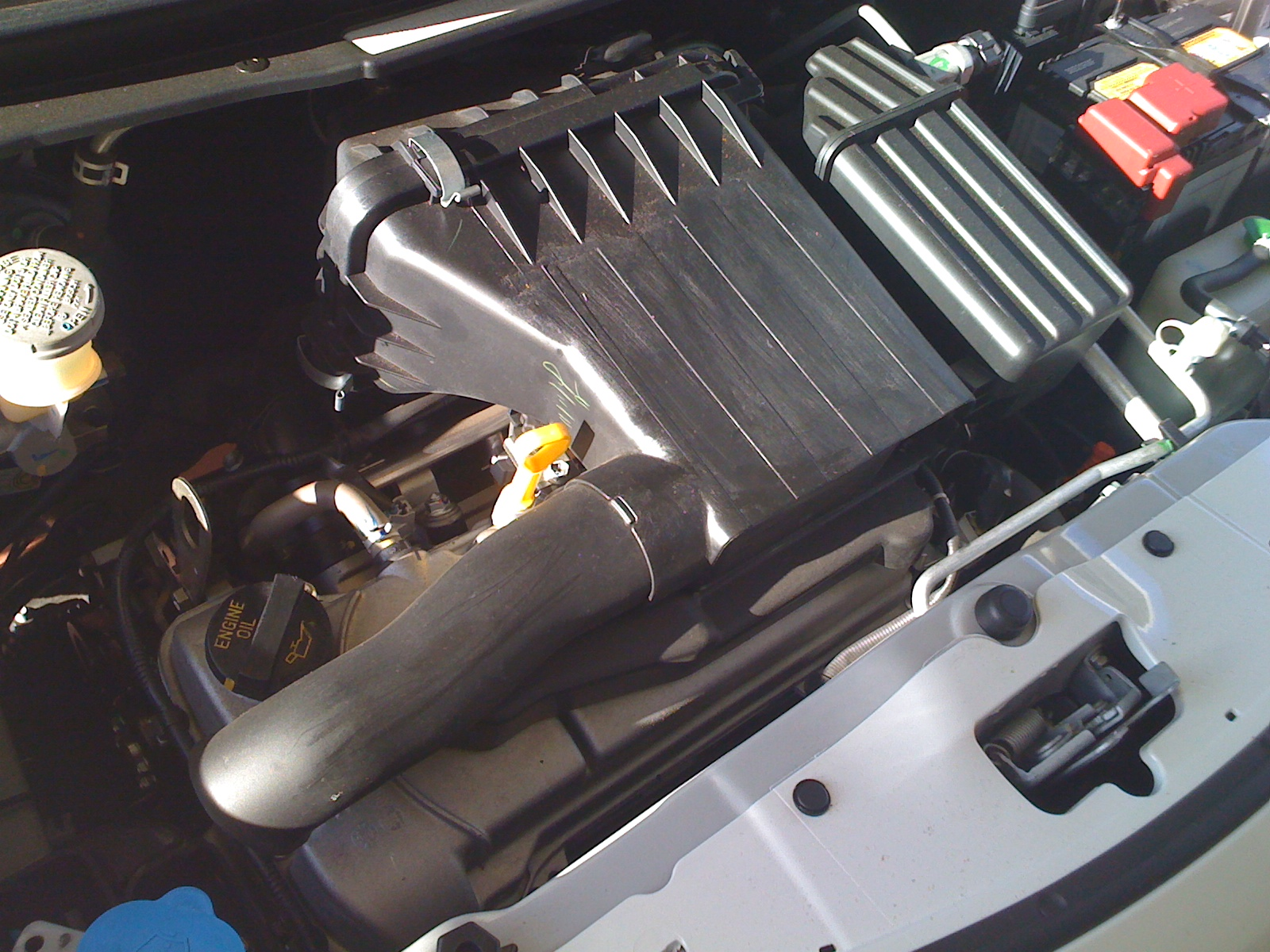
2010年式スズキ・アルト(輸出仕様)のK10B型エンジン

  - K10B型 — 998 cc (60.9 cu in) DOHC 12バルブ VVT
    - 2009–現在 アルト / Celerio / A-Star
    - 2009–現在 日産・ピクソ
    - 2010–現在 マルチ・スズキ・ワゴンR

  - K10C型 — 996 cc (60.8 cu in) (73.0 x 79.4mm)[4]
- スズキ・R型エンジン — 0.7 L
  - R06A型 — 658 cc (40.2 cu in) (64.0mm×68.2mm)
    - 2011–現在 MRワゴン MF33S型
    - 2011–現在 日産・モコ MG33S型
    - 2011–現在 アルト エコ HA35S型
    - 2012–現在 マツダ・キャロルエコ HB35S型
    - 2012–現在 ワゴンR/ワゴンRスティングレー MH34S型
    - 2012–現在 マツダ・フレア/フレアカスタムスタイル MJ34S型
    - 2018–現在 ジムニー JB64W型

  - R06D型 — 657 cc (40.1 cu in) (61.5mm×73.8mm)
    - 2020–現在 ハスラー MR92S型
    - 2020–現在 マツダ・フレアクロスオーバー MS92S型
    - 2020–現在 ワゴンR/ワゴンR スティングレー/ワゴンR カスタムZ MH85S/95S型
    - 2020–現在 マツダ・フレア MJ95S型
    - 2021–現在 ワゴンRスマイル MX81S/91S型
    - 2021–現在 アルト HA97S 型
    - 2022–現在 マツダ・キャロル HB97S型
    - 2023–現在 スペーシア/スペーシアカスタム MK94S型
- スズキ・Z型エンジン — 1.2 L
  - Z12E型 — 1,192 cc (72.7 cu in) (74.0mm×92.8mm)
    - 2023–現在 スイフト ZCDDS/ZCEDS/ZDDDS/ZDEDS型

## 直列4気筒

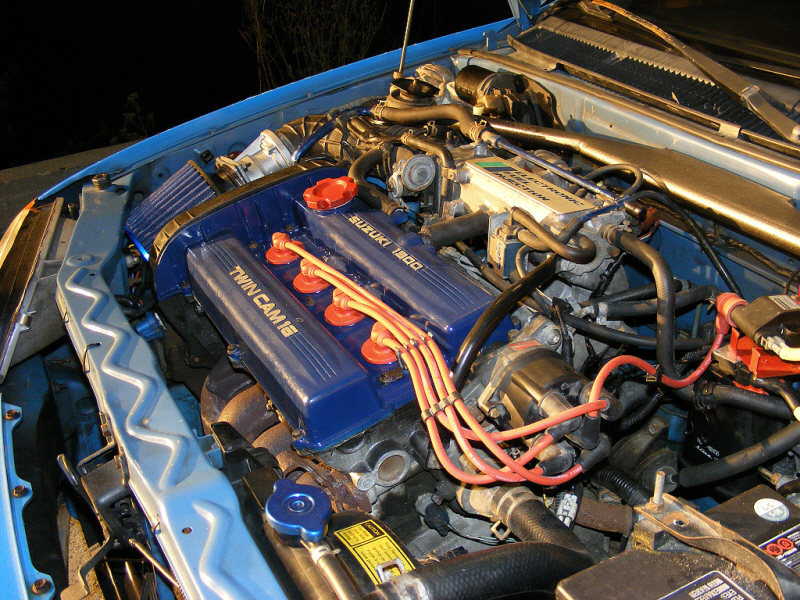
1988年式スイフトGTiのG13Bエンジン

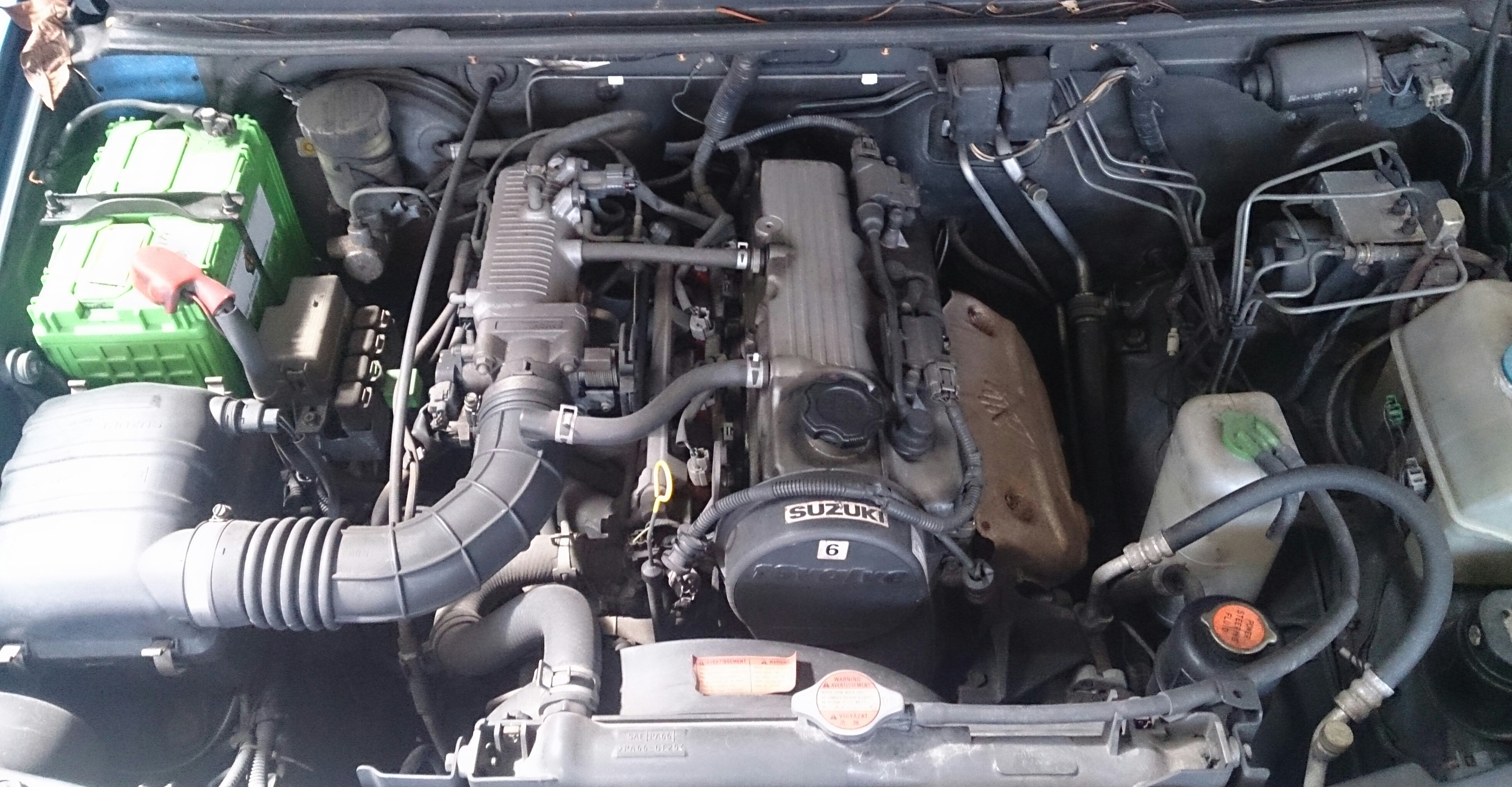
輸出仕様ジムニーのG13BBエンジン

スズキは1977年に直列4気筒の生産に着手したが、他社と異なりOHV方式の開発を経ずにOHC方式のみの生産を行っている事が特筆される。

- スズキ・F型エンジン — 0.7–1.1 L 直列4気筒
  - F6B型 — 0.7 L (658 cc) DOHC 16バルブ
    - 1990.07–1998.10 スズキ・セルボモード CN/CP21S/22S/31S/32S型

  - F8A型 — 0.8 L (797 cc, 62.0 x 66.0 mm) SOHC - スズキ初の4ストローク自動車用エンジンでもある。
    - 1977–1981 ジムニー8 SJ20型、またはLJ80/81型
    - 1977–1979 キャリイ(輸出仕様) ST80型
    - 1979–1985 キャリイ(輸出仕様) ST90型
    - 1986–1987 キャリイ(輸出仕様) SK408型
    - 1977–1978 セルボ (チリ仕様) SS20型
    - 1991–現在 大宇・ダマス/ラボ/アティーボ (バッジエンジニアリング車のシボレー・CMV/CMPも含む)

  - F10A型 — 1.0 L (970 cc/59 cu in, 65.5 x 72.0 mm)
    - 1979–1982 スズキ・SC100 (SS20型輸出仕様)
    - 1982–1985 ジムニー1000/SJ410/サムライ1.0 (SJ40型輸出仕様、インドのマルチ・ジプシー、パキスタンのスズキ・パトワールも含む)
    - 1983.01–1986? スズキ・ST100 (ST30型輸出仕様)
    - 1986–1999 スズキ・スーパーキャリイ SK410 / ベッドフォード・ラスカル / ボクスホール・ラスカル / フォード・プロント / ホールデン・スカリー(いずれもDA71T型輸出仕様)
    - 1988–2010 カルタス/スイフト/Forsa SF410 (2代目AA44S型の新興市場向け仕様のみに設定)
    - 2000–2012 アルト RA410 (HA12型パキスタン仕様)
    - 1990–1994 マルチ・1000 (カルタスエスティームAB34S型インド仕様)
      - 970 ccのF10Aエンジンの他に、870 cc (62.0 x 72.0 mm, LJ462Q型)や1,051 cc (65.5 x 78.0 mm, LJ465Q型)としたエンジンが、中国では幅広い車両で用いられている。

  - F10D型 — 1.1 L (1,061 cc, 68.5 x 72.0 mm)。この4気筒エンジンを元に796 ccとしたものがF8D型である。
    - 2000–2012 スズキ/マルチ・アルト (HA12型インド仕様)
    - 1999–現在 スズキ/マルチ・ワゴンR (99-10 CT21S型、10-現在 MC21S型インド仕様)
    - 2006–現在 スズキ/マルチ・ゼン エスティーロ (MF21S型インド仕様)
- スズキ・G型エンジン — 1.0–1.8 L l4
  - G10B型 — 1.0 L (993 cc) SOHC 16バルブ
    - 1993–2006 マルチ・ゼン
    - 2011–現在 カルタス ユーロII (AA44S型 パキスタン仕様)

  - G12型 — 1.2 L (1196 cc) SOHC 16バルブ
    - 2010–現在 マルチ・イーコ (ユーロ4適合)

  - G13A型及びG13BA型 — 1.3 L (1324 cc, 74.0 x 77.0mm) SOHC 8バルブ
  - G13A - キャブレター仕様
    - 1984.11–1988 カルタス AB51S型
    - 1984.11–1988 カルタス AB51B型
    - 1986–1989 スズキ・サムライ(ジムニー輸出仕様) JA51型
    - 1984–1991.11 スズキ・SJ413(ジムニー輸出仕様) JA51型
    - 1985-1988 ホールデン・バリーナ MB/ML型 (豪/NZ) / スズキ・スイフト(AA41S型 GTi以外)

  - G13BA - シングルポイントインジェクション(SPI)仕様
    - 1989 スズキ・サイドキック(エスクード輸出仕様)TA01型
    - 1994–2000 マルチ・エスティーム / スズキ・バレーノ AH14S型
    - 1989–1997 スイフト AA44S型 輸出仕様
    - 1992–1997 ジオ・メトロ
    - 1990–1995 スズキ・SJ413(ジムニー輸出仕様) JA51型
    - 1989–1993 ホールデン・バリーナ MF/MH型 (豪/NZ)

  - G13B型及びG13K型 — 1.3 L (1298 cc, 74.0 x 75.5mm) DOHC 16バルブ
  - G13B

- -     - 1986–1989 カルタス/スイフトGTi AA33S型
    - 1988–1999 カルタス AA/AB34S型
    - 1989–1999 スイフト AC34S型 DOHC

  - G13K
    - 1988–1999 カルタスGTi AF34S型

  - G13BB型 — 1.3 L (1298 cc, 74.0 x 75.5mm) SOHC 16バルブ

- -     - 1995–2007 スズキ・バレーノ(カルタスクレセント GA11S型 アジア・豪州仕様)
    - 1998–2004 ジムニー JB32型 (ジムニーワイド JB33型 輸出仕様)
    - 1995–2002 カルタス GA11S型
    - 1998–2001 ジオ/シボレー・メトロ GA11S型
    - 1999–2007 マルチ・エスティーム (カルタスエスティーム AB34S型 輸出仕様)
    - 2000–現在 マルチ・ジプシーキング MG413W型 (ジムニー JA型 輸出仕様)
    - 超軽量動力機 [5]

  - G15A型 — 1.5 L (1493 cc, 75.0 x 84.5mm) SOHC 16バルブ
    - 2000–2003 スズキ・ビターラ (エスクード TA01型 欧州仕様)
    - 1995–2007 カルタスセダン(カルタスクレセント GA11S型 輸出仕様)
    - 1998–2005 スズキ・エスクード TD02型 輸出仕様
    - 2004–現在 スズキ・APV (インドネシア)
    - 1995–2001 スイフト (カルタスセダン GC21S型 輸出仕様)
    - 2005 スズキ・APV

  - G16型 — 1.6 L (1590 cc, 75.0 x 90.0mm) - G16型は製造年により様々なバリエーションに区分される。
  - G16型 - SOHC 8バルブ・キャブレター仕様。最初に登場したエンジン。
    - 1989–1992 サイドキック (エスクード TA01型 輸出仕様)
    - 1989–1992 カルタス SF416 (カルタス AA44S型 豪州仕様)

  - G16A型 - G16を8バルブSPI仕様としたもの。この後キャブレター仕様もG16Aの名称へ移行。1993年以降は16バルブのG16Bへ切り換えられるが、例外的に日本市場のSOHC16バルブ仕様のみG16Aの呼称が継続して用いられた。
    - 1990–2004 エスクード TA/TD01型 TA/TD02型
    - 1989–2001 ビターラ 8V (エスクード TA01型 欧州仕様)
    - 1992–1994 ビターラ 16V (エスクード TA01型 欧州仕様)
    - 1993–1999 カルタス SF416 (カルタス AA44S型 豪州仕様)
    - 1995–2002 エスティーム (カルタスエスティーム AH14S型 輸出仕様)
    - 1996–1998 スズキ・X-90 LB11S型 国内仕様
    - 1996–1998 サイドキック (エスクード TA01型 カナダ仕様)
    - 1996–1998 ジオ・トラッカー (エスクード TA01型 カナダ仕様)
    - 2005–現在 APV (フィリピン・オーストラリア仕様)

  - G16B型 - G16Aを元に、SOHC 16バルブ仕様に再設計したもの。SPI及びマルチポイントインジェクション(MPI)仕様のみがラインナップされた。
    - 1990– エスクード TA01R/W型
    - 1995–2002 カルタスクレセント GA11S型
    - 1992–1997 エスティーム (カルタスエスティーム AH14S型 輸出仕様)
    - 1995–2002 バレーノ(カルタスクレセント GA11S型 アジア・豪州仕様)
    - 1996–1998 ジオ・トラッカー (エスクード TA01型 カナダ仕様)
    - 1996–1998 X-90 LB11S型 輸出仕様
    - 1994 ビターラ 16V (エスクード TA01型 欧州仕様)

  - G16ID型 - DOHC 16バルブ MPI仕様
    - 2005–現在 APV (インドネシア仕様)

  - G18K型 — 1.8 L DOHC 16バルブ仕様。後述のJ18A型と同じものであるが、こちらの名称が使われている場合もある。RE91S型キザシのJ24B型エンジン

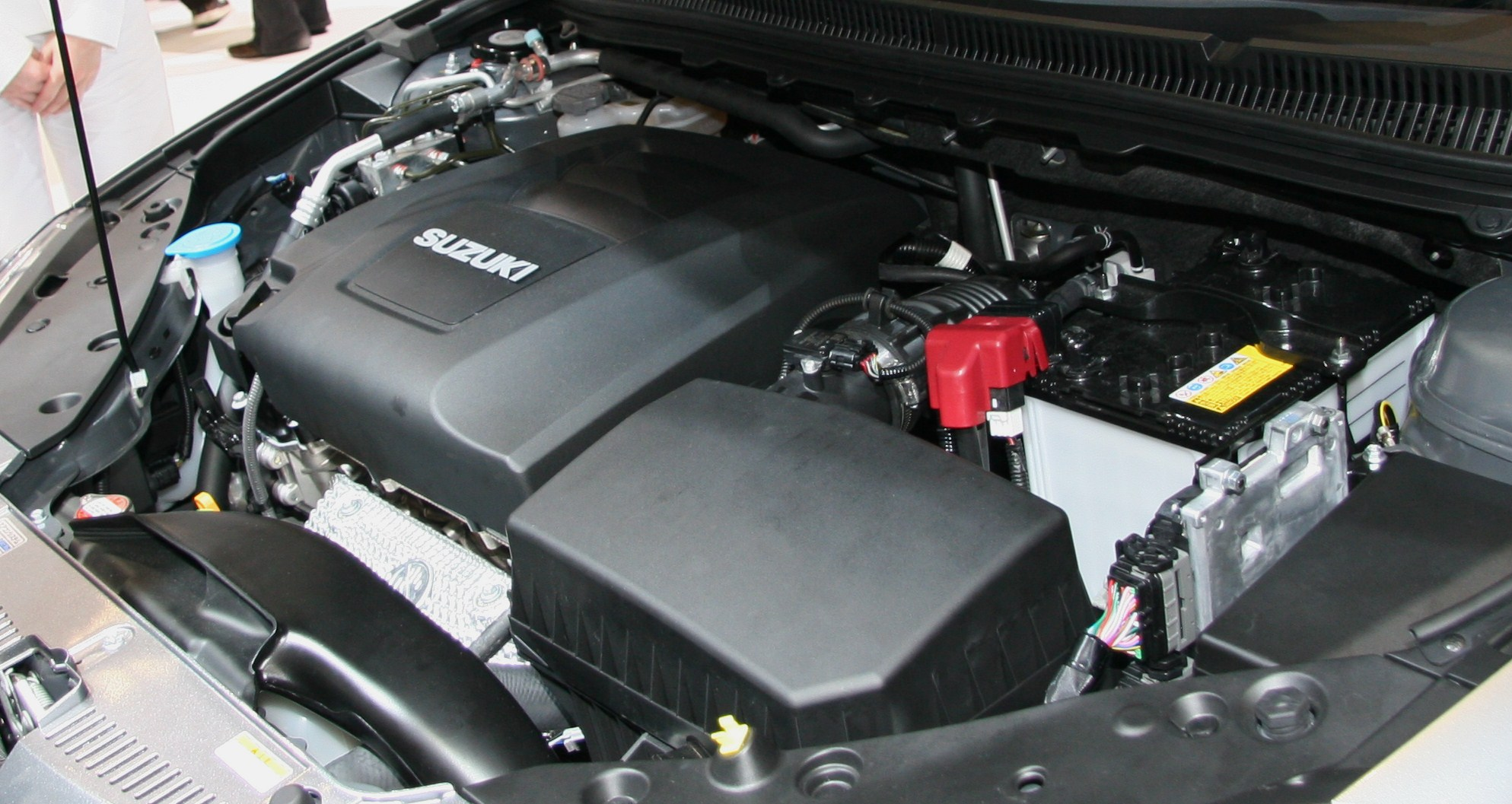
RE91S型キザシのJ24B型エンジン

- スズキ・J型エンジン — 1.8–2.4 L l4
  - J18/J18A型 — 1.8 L DOHC 16バルブ EPI
    - 1996–2002 カルタスクレセントワゴン GC41W型
    - 1996–2002 エスティーム (カルタスエスティーム AH14S型 輸出仕様)
    - 1996–2000 エスクード/ビターラ/サイドキック TA01型 輸出仕様

  - J20/J20A型 — 2.0 L(1,995 cc)  DOHC 16バルブ EPI
    - 1996–2008 エスクード TD51W/TD52W/TD54W型
    - 1999–2002 エスクード/ビターラ/サイドキック (TD51W型 輸出仕様)
    - 2001–2007 スズキ・エリオ (RB21S型 北米仕様)
    - 2001–現在 スズキ・SX4 YB41S型
    - 1999–2004シボレー・トラッカー (ジオ・トラッカー TD51W型 シボレー仕様)

  - J23A型 — 2.3 L (2,290 cc) DOHC 16バルブ
    - 2001–2007 スズキ・エリオ (RB21S型 北米仕様)

  - J24B型 — 2.4 L DOHC 16バルブ VVT
    - 2006–現在 グランドビターラ III (TD54W型 輸出仕様)
    - 2010–2015スズキ・キザシ RE91S型

- スズキ・K型エンジン — 1.0–1.6 L 直4
  - K10A型 — 996 cc (60.8 cu in) (68.0 x 68.6 mm) DOHC 16バルブ。後にVVTやターボも採用された。 - K10Aには可変インテークカムタイミングと8.4:1の静的圧縮比が与えられた。ターボ版の最大出力は74 kW/ 6,500 rpm及び最大トルク122 Nm/3,000 rpmである。自然吸気版は70馬力である[6]。このエンジンはその軽量さとトルク、最大出力のポテンシャルから、超軽量動力機やホバークラフトのビルダーに人気がある。
    - 1997–2003 ワゴンRワイド MA61S/MB61S型
    - 1999–2010 ワゴンR+/ワゴンRソリオ/スズキ・ソリオ MA63S/MA64S/MA34S型
    - 1997–2000 ワゴンRワイド (MA61S/MB61S型 欧州向けNA仕様)

  - K12M型 — 1.2 L (1,197 cc) DOHC 16バルブ 85 PS (63 kW)
    - 2008–現在 マルチ・リッツ/スズキ・スプラッシュ(XB32S型 海外仕様)
    - 2008–現在 マルチ・スイフト/マルチ・ディザイア (ZC71S型 インド仕様)

  - K12B型 — 1.2 L (1,242 cc) DOHC 16バルブ
    - 2010–現在 スイフト (ZC71S型)
    - 2001–2007スズキ・リアーナ (RB21S型 昌河鈴木による製造。中国市場専売)

  - K14B型 — 1.4 L (1,372 cc) (73.0 x 82.0 mm) DOHC 16バルブ - この70 kW (95 PS)のエンジンは、2005年より(K12Bと共に)中国で製造され、長安汽車や江西昌河鈴木汽車(昌河鈴木)の車両に用いられている。
    - 2003–現在 昌河・アイデアル
    - ？–現在 昌河・ランディ (キャリイをベースとしたミニバン、DA32W型 スズキ・エブリイランディに相当。)
    - 2001–2007リアーナ a+ (RB21S型 昌河鈴木による製造。中国市場専売)
    - ？–現在 昌河・ビッグディッパー - 初代MA61S型ワゴンRワイドをフェイスリフトしたもの[7]。
    - 2012–2018 スズキ・エルティガ
    - 2010–現在 スイフト (3代目欧州仕様。ZC82S型)

  - K14C型— 1.4 L (1371 cc) (73.0 x 81.9 mm) DOHC 16バルブ103 kW (140 PS)
    - 2017–現在 スズキ・スイフトスポーツ /スズキ・エスクード

  - K15B型— 1.5 L (1,460 cc) (74.0 x 84.9 mm) DOHC 16バルブ 75 kW (102 PS)
    - 2018–現在 スズキ・エルティガ(2代目)
    - 2018–現在 ジムニーシエラ JB74W型
- スズキ・M型エンジン —1.3–1.8 L 直4
  - M13A型 — 1.3 L (1,328 cc) DOHC 16バルブ VVT
    - 2000–2006 スズキ・イグニス (HT51S/HR51S型スイフト)
    - 2000–2018 ジムニーワイド/ジムニーシエラ JB43W型
    - 2004–2010 スイフト ZC11S/ZD11S型

  - M15A型 — 1.5 L (1,490 cc) DOHC 16バルブ VVT
    - 2000–2008 イグニス/スイフト (HT81S/HR81S型 国外仕様 99 馬力)
    - 2004–2009 スイフト(ZC21S/ZD21S型 101 馬力)
    - 2000–2005 イグニス/スイフトスポーツ HT81S型 (109 馬力)
    - 2001–2007 エリオ RB21S型

  - M16A型 — 1.6 L (1,586 cc) DOHC 16バルブ VVT
    - 2005–2010 スイフトスポーツ ZC31S型(125 馬力)
    - 2011–2016 スイフトスポーツ ZC32S型 (136 馬力)
    - 2001–2007 リアーナ RB21S型 中国専売 (109 馬力)
    - 2015–2020 SX4 Sクロス(117 馬力)

  - M18A型 — 1.8 L (1,796 cc) DOHC 16バルブ VVT
    - 2003–2007 エリオ RD51S型
    - リアーナ GS 2004 (オーストラリア) (125 馬力)

## V型6気筒
スズキのV型6気筒は自社製ではH型が最大で、それより大排気量のN型はGMとの共同開発のハイフューチャーV6を相良工場で自社生産する形を取っている。

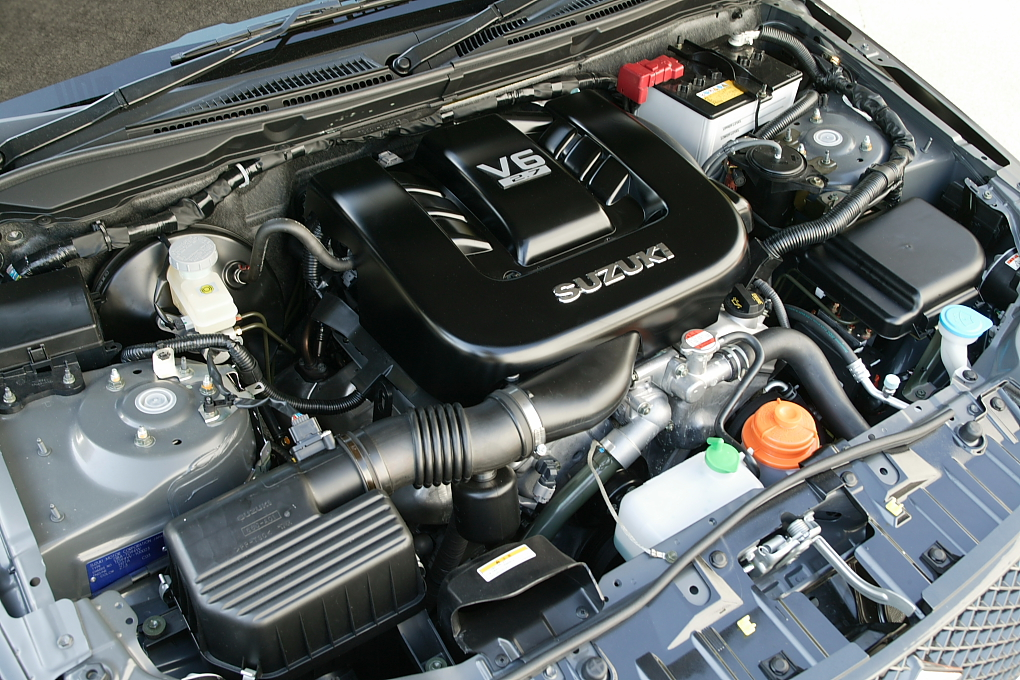
3代目エスクードのH27A型エンジン

- スズキ・H型エンジン — 2.0–2.7 L 60°シリンダーバンク DOHC 24バルブ
  - H20A型 — 2.0 L (1,998 cc)
    - 1994–1996 エスクード/ビターラ TA/TD01型

  - H25A型 — 2.5 L (2,495 cc)
    - 1996–2005 エスクード/ビターラワゴン/エステート(左ハンドル車) TD61/61W型、豪州を除く
    - 1998–2005 スズキ・グランドビターラ (TD61/61W型ロングボディ車 輸出仕様)
    - タイタン・T-51マスタング - 3/4スケールのP-51マスタング

  - H27A型 — 2.7 L (2,736 cc)
    - 2000–2006 スズキ・XL7 (TX92W型グランドエスクード 北米仕様)
    - 2000–2005 スズキ・グランドエスクード TX92W型
    - 2005–2008 エスクード/グランドビターラ TD94W型
    - タイタン・T-51マスタング - ノーマルエンジンからの載せ替えに利用
- スズキ・N型エンジン — 3.2–3.6 L 60°シリンダーバンク DOHC
  - N32A型 — 3.2 L (3,195 cc)
    - 2008–2009 エスクード TDB4W型
    - 2008–2010 グランドビターラ (TDB4W型北米仕様)

  - N36A型 — 3.6 L (3,564 cc)
    - 2007–2009 XL7

## ディーゼルエンジン
スズキは近年まで自社製の自動車向けディーゼルエンジンを保有しておらず、専ら他社からのOEM供給に頼っていたが、2011年9月12日のフォルクスワーゲンとの提携解消を契機に、自社開発を開始しているとされる。
- スズキ・E型エンジン
  - E08A  — 0.8 L (793 cc) 直列2気筒
    - スズキ自社製としての初めての新型ディーゼルエンジンとして海外市場で登場。2気筒である事も特徴となる。
      - スズキ・セレリオ
      - スズキ・スーパーキャリイ（海外市場向け）

  - E15A —  1.5 L (1,498 cc) 直列4気筒
    - より大きな車輌への搭載と静粛性や快適性の向上を狙ったモデル。同社製ディーゼルエンジンとしては初めての4気筒ディーゼルエンジンとなる。
      - スズキ・シアズ
      - スズキ・エルティガ

OEMエンジンについては下記の項目にその一例を示す。

## OEM供給エンジン
直列4気筒
- GM大宇 L34型 "E-TEC II" — 2.0 L (1,998 cc) DOHC 16バルブ
  - 豪ホールデンで開発され、GM大宇で採用されたエンジン。スズキではシボレー・オプトラをリバッジして販売された車種で搭載。
    - 2004–2008 スズキ・フォレンツァ NA19Z型
    - 2004–2008 スズキ・リーノ NA35Z型
- 日産 QR25DE型
  - D40系日産・フロンティアのOEM車種。
    - 2008–2013 スズキ・イクエーター

直列6気筒
スズキ車の直列6気筒は他社よりのOEM車種に搭載されるのみで、自社生産のものは存在しない。
- 韓国GM XK6型 — 2.5 L (2492 cc) DOHC 24バルブ
  - 2002–2006 スズキ・ヴェローナ

V型6気筒
- 日産 VQ40DE型
  - D40系フロンティアのOEM車種。スズキが販売する車種では最大の排気量であったが、2012年末のアメリカンスズキモーターの破産に伴う北米市場撤退により販売終了。
    - 2008–2013 イクエーター

ディーゼルエンジン
- RF型 — 2.0 L SOHC 16バルブ 直4 - 歴代のエスクードに搭載されたもので、マツダ製。スズキはこのエンジンの供給の見返りに、エスクードの車体をマツダに供給しマツダ・プロシードレバンテが製造された。
- JTD型 — 1.3—2.0 直4 -2010年代以降のスイフト等で採用されるもので、フィアット製。1.3L、1.6L、1.9L、2.0L等が採用され、特に1.3LはD13A型としてインド・マルチスズキで現地生産も行われている。